# Huize Sint Martinus
Huize Sint Martinus is een monumentaal pand in Bolsward in de Nederlandse provincie Friesland.

## Beschrijving
Het Liefdesgesticht Huize Sint Martinus werd in 1850 gesticht door het rooms-katholieke armenbestuur. Het werd gevestigd in het Elgersmahuis. Hierin bevindt zich een pronkzaal met een illusionistisch beschilderd plafond (1741) en decoratie in  Lodewijk XVI-stijl (1778). In 1901 werd het pand Nieuwmarkt 4-8 aangekocht. In de hal staat een poortje (1645). Na het aankopen van enkele tussenliggende panden kwam in 1925  een verbouwing en uitbreiding tot stand. De kapel werd in neogotische stijl gebouwd.
Na een aantal jaren leegstand werd Huize Sint Martinus van 1984 tot 1986 verbouwd tot een appartementencomplex. Het is gelegen naast de Sint-Franciscusbasiliek. 

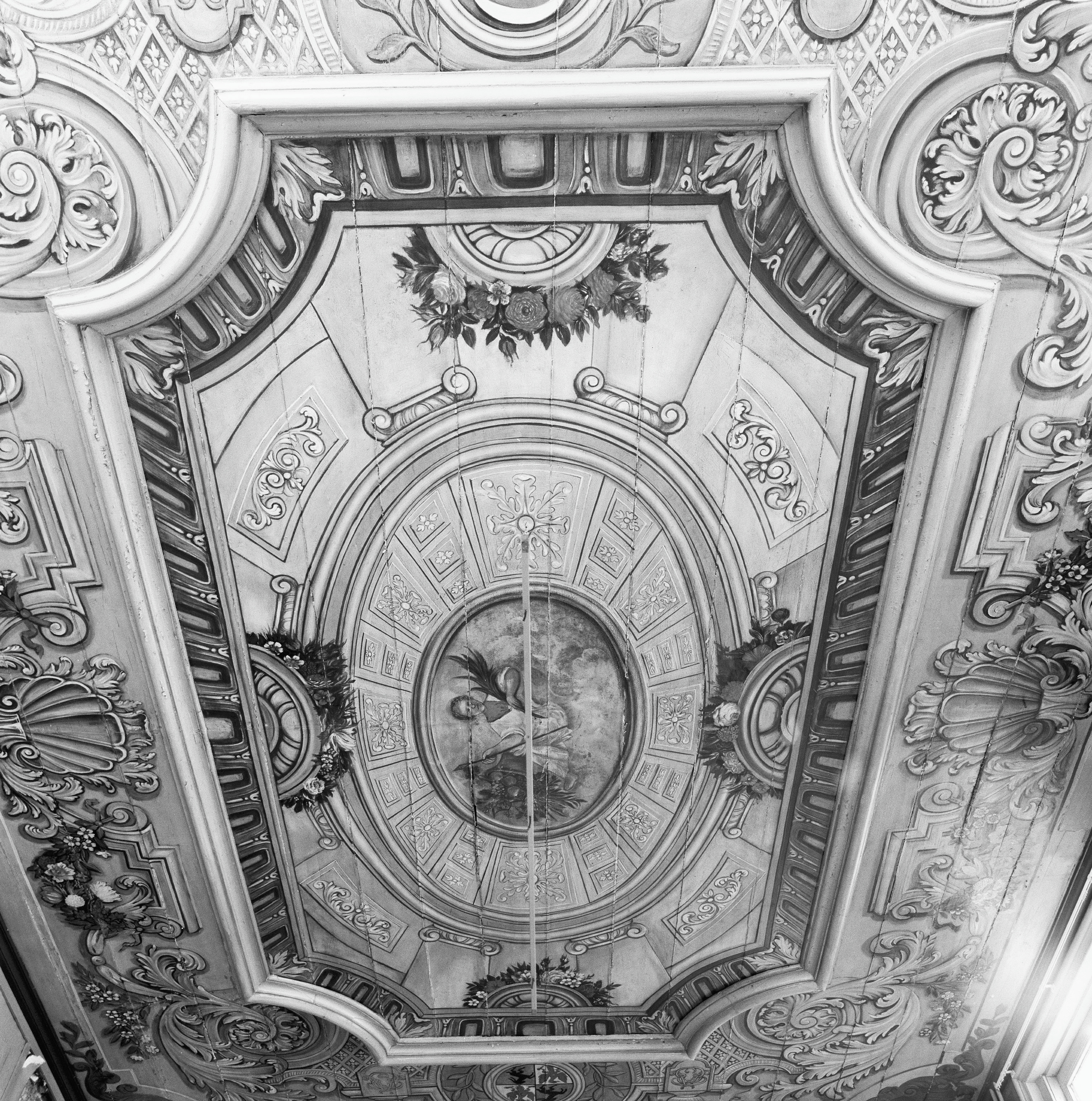
Plafond pronkzaal Elgersmahuis
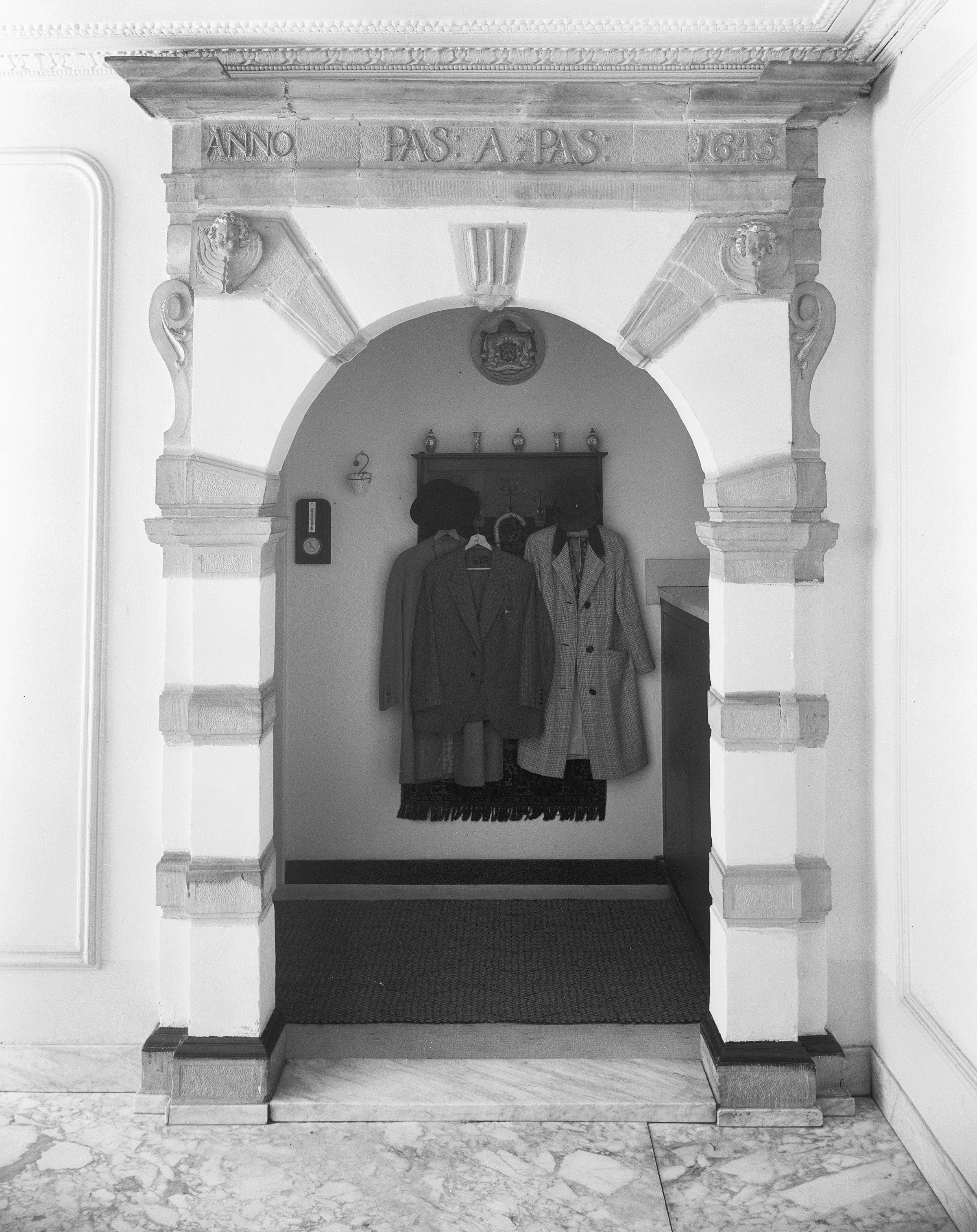
Poortje in de hal pand Nieuwmarkt
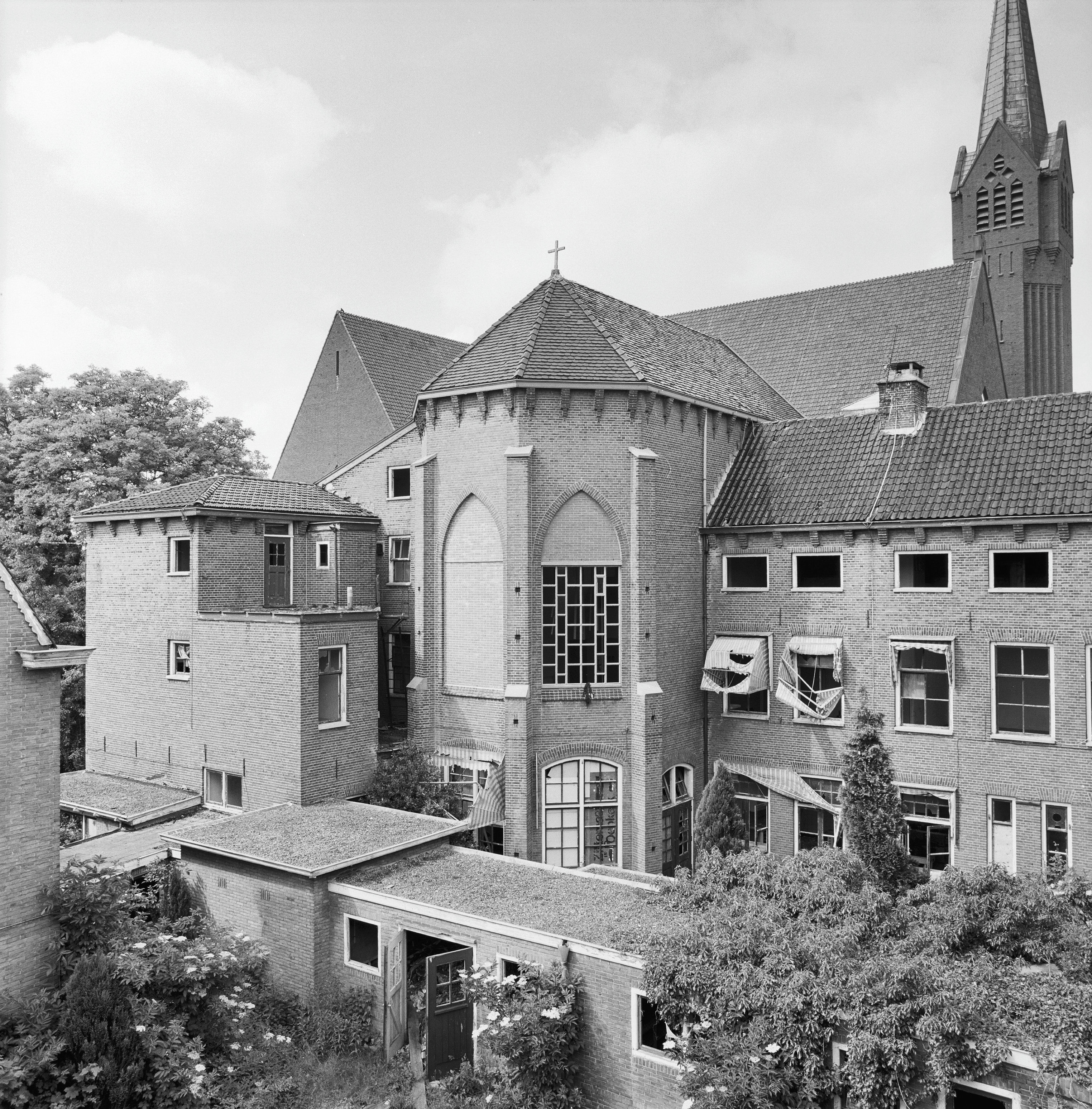
Achtergevel